# Pápua nyelvek

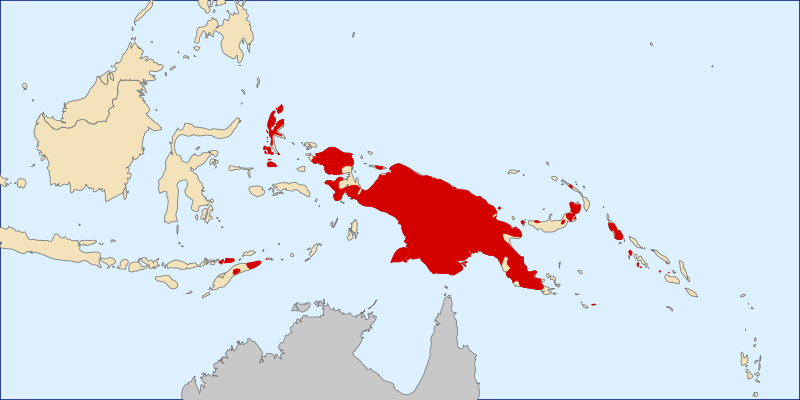
A pápua nyelvek elterjedése

A pápua nyelvek kifejezéssel a nyugat-csendes-óceáni régió azon nyelveit illetik, amelyek sem az ausztronéz, sem az ausztrál nyelvcsaládba nem tartoznak. Tehát egy negatív megállapítás alapján felállított csoport és nem nyelvi rokonságra alapozott nyelvcsalád. Elterjedési területük Délkelet-Ázsia, főként Új-Guinea szigetén, valamint a környező területeken, mint például a Salamon-szigeteken, és Indonézia egyes szigetein (például Halmahera, Timor, Alor és Pantar), valamint a Torres-szoros szigetein beszélik.
A „pápua nyelvek” nem jelentenek semmiféle egységet, nagyon nagy változatosságot mutatnak, és eddig nem tudták bebizonyítani, hogy egy családba tartoznának. Sok nyelvcsaládba csoportosították őket.
Bár eddig a pápua nyelveket viszonylag keveset tanulmányozták az ausztrál vagy ausztronéz nyelvekhez képest, mégis számos elkülönülő csoportot fedeztek fel a nyelvtudósok. A pápua nyelvészetben ezeket a csoportokat phylanak nevezik. A legnagyobb csoport a Közép-Új-Guinea csoport, amely nagyszámú, az egész Új-Guinea sziget hegységeiben beszélt nyelvet tartalmaz Papuától (Indonézia tartománya) Pápua Új-Guineáig
A nyelvek ismertsége igen eltérő, ezért rokonságuk megállapítása és osztályozásuk is gyerekcipőben jár. Az Ethnologue (főleg S. A. Wurm kutatásai) alapján a lenti csoportosítás építhető fel, az elzárt nyelvekkel együtt. Más nyelvészek, például William A. Foley hatvan csoportot különítenek el.
- Abinomn nyelv (elzárt) (Abinomn)
- Amto-Muszai nyelvek (2) (Amto-Musan)
- Bajono-Awbono nyelvek (2) (Bayono-Awbono)
- Burmeszo nyelv (elzárt) (Burmeso)
- Busza nyelv (elzárt) (Busa)
- Keleti madár feje nyelvek (3) (East Bird's Head)
- Keleti pápua nyelvek (36) (East Papuan)
  - rotokasz
- Geelvink-öböl nyelvek (33) (Geelvink Bay)
- Guahibai nyelvek (5) (Guahiban)
- Karkar-juri nyelv (elzárt) (Karkar-Yuri)
- Kibiri nyelv (elzárt) (Kibiri)
- Kwomtari-Baibai nyelvek (6) (Kwomtari-Baibai)
- Left May nyelvek (7) (Left May)
- Alsó Mamberamo nyelvek (2) (Lower Mamberamo)
- Sepik-Ramu nyelvek (104) (Sepik-Ramu)
- Sko nyelvek (7) (Sko)
- Torricelli nyelvek (48) (Torricelli)
- Közép-Új-Guineai nyelvek (552) (Trans-New Guinea)
- Nyugati pápua nyelvek (26) (West Papuan)
- Yale nyelv (elzárt) (Yale)